# 京城日報

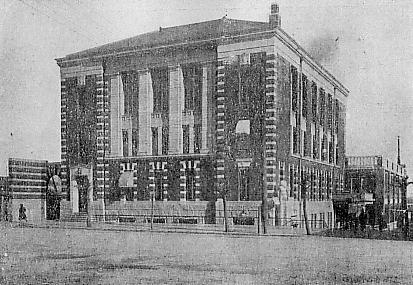
京城日報報社

京城日報（日语：京城日報），是大韓帝国末期至日治時期間於朝鮮半島所發行的一份報紙。

## 概要
1910年，日本兼并朝鲜。在日本第一代朝鲜总督寺内正毅的邀请下，德富苏峰就任朝鲜总督府机关报《京城日报》的监督。这份报纸在日军帮助下，取代一切当地报纸，成为唯一允许发行的报纸，并用日文书写。并从《国民新闻》社派人进入京城日报担任主笔和社长等。